# Bell YOH-4
Bell YOH-4 (sprva YHO-4) je bil lahki enomotorni opazovalni helikopter, ki je prvič poletel decembra leta 1962. YOH-4 ni bil izbran na razpisu ameriške vojske za lahek helikopter, so pa na podlagi YOH-4 razvili zelo komercialno uspešnega Bell 206A JetRangerja. Kasneje so na podlagi 206 razvili Bell OH-58 Kiowa, ki je dobil veliko naročil od Ameriške vojske.

## Specifikacije (OH-4A)
Podatki iz U.S. Army Aircraft Since 1947
Splošne karakteristike
- Posadka: 1 pilot
- Število sedežev: Do 3 potnike ali 2 nosili
- Dolžina: 38 ft 8 in (11,79 m)
- Premer rotorja: 33 ft 3 in (10,13 m)
- Višina: 8 ft 10 in (2,69 m)
- Teža praznega letala: 1536 lb (697 kg)
- Maks. vzletna teža: 2537 lb (1150 kg)
- Pogon letala: 1 ×  turbogredni motor Allison T63-A-5, 250 KM (186 kW)

 Zmogljivost 
- Maks. hitrost: 117 vozlov (135 mph, 217 km/h)
- Potovalna hitrost: 96 vozlov (111 mph, 179 km/h)
- Doseg: 246 nmi (283 mi, 455 km)
- Višina leta: 20000 ft (6100 m)